# ORP Nurek
ORP „Nurek” – polski okręt-baza nurków z okresu dwudziestolecia międzywojennego i początku II wojny światowej. Zbudowany w Warsztatach Portowych Marynarki Wojennej w Gdyni, do służby wcielony w 1936 roku w charakterze bazy nurków i okrętu ratowniczego, w szczególności dla okrętów podwodnych. Uczestniczył w pracach przy budowie portów w Helu i Władysławowie. Został zbombardowany i zatopiony 1 września w porcie wojennym Oksywie; wrak wydobyli Niemcy i pocięli na złom.

## Geneza i budowa
Od początku lat trzydziestych następował szybki wzrost ilościowy i jakościowy marynarki wojennej. Zwłaszcza wcielenie do służby trzech okrętów podwodnych typu Wilk, które w 1931 roku utworzyły Dywizjon Łodzi Podwodnych, spowodowało potrzebę budowy nowoczesnej jednostki pomocniczej do wykonywania zadań z zakresu ratownictwa morskiego. Znajdująca się w służbie od połowy lat dwudziestych wysłużona motorówka „Nurek”, będąca okrętem bazą nurków, nie była przystosowana technicznie do wykonywania nowych zadań.
Perspektywa budowy kolejnych okrętów podwodnych spowodowała, że w połowie 1934 roku służba techniczna Kierownictwa Marynarki Wojennej (KMW) przygotowała projekty przedwstępne konstrukcji pływającej bazy dla nurków, które różniły się przede wszystkim rodzajem silnika (zaproponowano moce w zakresie 160–280 KM), a także wielkością (zakładano długość maks. 30 m) i wypornością (90–120 ton). Ostatecznie wszystkie te projekty zostały odrzucone, a do realizacji wybrany został całkowicie odmienny projekt, opracowany przez inż. Aleksandra Potyrałę. Okręt miał kadłub wykonany ze stali łączonej przez spawanie, co było technologią dotąd nie stosowaną przez wykonawcę – Warsztaty Portowe Marynarki Wojennej (WPMW) w Gdyni. Inną technologię zastosowano dla nadbudówki, która wykonana była z mosiądzu łączonego za pomocą nitowania. Do napędu użyty został przystosowany silnik Nohab z trałowców typu Jaskółka o mocy 260 KM, a więc o połowę mniejszej niż moc oryginalnego silnika Nohab – było to wynikiem zmniejszenia liczby cylindrów z 8 do 4.
Budowa jednostki o numerze stoczniowym B6 rozpoczęła się w WPMW w Gdyni w drugiej połowie 1935 roku, w marcu 1936 roku gotowy był silnik, a 2 lipca 1936 roku (jeszcze w trakcie budowy) minister spraw wojskowych nadał mu nazwę ORP „Nurek”. Budowa zakończona została jesienią 1936 roku. Całkowity koszt budowy wyniósł 230 tys. złotych.

## Opis konstrukcji
„Nurek” miał długość całkowitą 29 metrów, na linii wodnej 26 metrów, szerokość maksymalną 6 metrów oraz zanurzenie przy wyporności standardowej 110 ton wynoszące 1,4 metra. Gładkopokładowy kadłub jednostki zbudowany był ze stali okrętowej, i w całości spawany. Nadbudówka znajdowała się na śródokręciu. Napęd okrętu stanowił czterocylindrowy silnik wysokoprężny Nohab 4 DG, wyprodukowany w Fabryce Silników i Armatur „Ursus” na licencji szwedzkiej firmy Nyquist-Holm. Silnik o mocy 260 KM, pracujący na oleju gazowym, napędzał jedną śrubę. Moc maszyn pozwalała na osiągnięcie maksymalnej prędkości 10 węzłów. Zasięg pływania wynosił 150 mil morskich. Załoga liczyła w różnych okresach od 19 do 22 ludzi.
Do wyposażenia specjalistycznego należała komora dekompresyjna konstrukcji polskiej, która przeznaczona była do zapobiegania chorobie dekompresyjnej u nurków, którzy zbyt szybko wynurzali się na powierzchnię, oraz u członków załóg okrętów podwodnych, którzy ewakuowali się z wykorzystaniem indywidualnych aparatów ratunkowych z zanurzonych lub zatopionych okrętów podwodnych.
W skład wyposażenia „Nurka” wchodził także sprzęt nurkowy, powietrzna pompa nurkowa, stalowy składany zastrzał o nośności 3 ton, urządzenia holownicze, dwie łodzie ratunkowe oraz radiostacja. W projekcie okrętu nie przewidziano uzbrojenia, jednak w 1939 roku ustawiono na rufie i dziobie dwa karabiny maszynowe Maxim wz. 08 kalibru 7,92 mm do obrony przeciwlotniczej.

## Służba
Po zakończeniu budowy Minister Spraw Wojskowych wcielił z dniem 1 listopada 1936 roku okręt pomocniczy „Nurek” w skład okrętów Rzeczypospolitej Polskiej. Okręt wszedł w skład taboru pływającego Komendy Portu Wojennego Gdynia-Oksywie. Pierwszym dowódcą ORP „Nurek” został mianowany z dniem 1 października 1936 roku por. mar. Wacław Lipkowski. Na początku służby okręt miał słabą stateczność, co utrudniało prowadzenie prac podwodnych. Wadę tę usunięto poprzez przemieszczenie mas wewnątrz kadłuba. W okresie trzech lat służby nurkowie z „Nurka” brali udział w budowie portu wojennego w Helu oraz portu rybackiego we Władysławowie. Przeprowadzili akcję czyszczenia kanału Dypka oraz szereg akcji w porcie wojennym na Oksywiu. W 1938 roku nurkowie uczestniczyli w podwodnych badaniach archeologicznych w Biskupinie. 20 stycznia 1938 roku por. Lipkowskiego na stanowisku dowódcy okrętu zastąpił chor. mar. Wincenty Tomasiewicz. Dowodził on jednostką aż do wybuchu wojny.
| Dowódcy okrętu                  | Dowódcy okrętu      | Dowódcy okrętu   |
| ------------------------------- | ------------------- | ---------------- |
| por. mar. Wacław Lipkowski      | 1 października 1936 | 20 stycznia 1938 |
| chor. mar. Wincenty Tomasiewicz | 20 stycznia 1938    | 1 września 1939  |

Przed wybuchem wojny okręt podporządkowano Dowódcy Morskiej Obrony Wybrzeża na Helu. Pływał z Gdyni na Hel, przewożąc prowiant i uzbrojenie. 1 września 1939 roku jednostka znajdowała się w porcie wojennym Oksywie. Okręt tego dnia miał przewieźć na Hel żyroskopy i detonatory z torpedowni. Przed wyjściem do Helu dowódca oczekiwał na przekazanie dokumentów z kapitanatu portu wojennego Gdynia. Dostarczył je bosman Witold Sierko. O godz. 14.00 nad port nadleciały 32 niemieckie samoloty nurkujące Junkers Ju 87B Stuka z eskadry IV.(St)/LG 1., które zbombardowały znajdujące się w nim jednostki. Jedna z bomb SC 250 o masie 250 kg trafiła bezpośrednio w komin „Nurka”, niszcząc śródokręcie. Zerwane zostało poszycie kadłuba i nadbudówki. Okręt w wyniku wybuchu został odrzucony na odległość około 25 m od mola na środek basenu portowego, gdzie natychmiast zatonął. Na jego pokładzie zginęło 16 z 22 członków załogi w tym dowódca, Wincenty Tomasiewicz. Siedemnastą ofiarą nalotu, poległą na pokładzie „Nurka”, był bosman Sierko, który nie należał do jego załogi. Uratowało się sześciu marynarzy, których podmuch wyrzucił do wody. W październiku, po zakończeniu działań wojennych, Niemcy wydobyli wrak, ale wobec nieopłacalności remontu zdecydowali o pocięciu go na złom.